# Andreas Egersdörfer

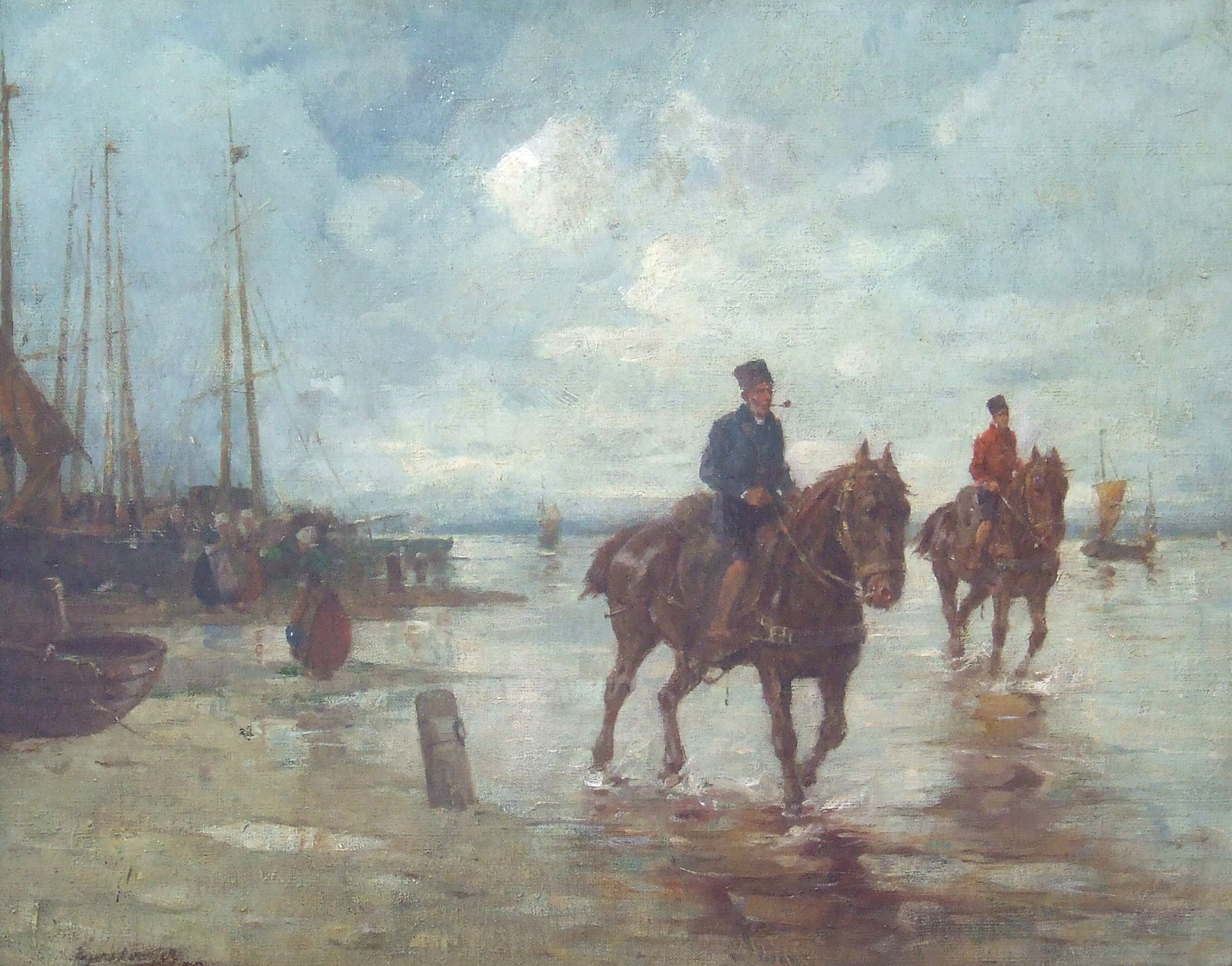
Küstenansicht mit Reitern und Booten

Andreas Julius Theodor Egersdörfer (* 28. September 1866 in Nürnberg; † 2. Oktober 1946 in Frankfurt am Main) war ein deutscher Landschaftsmaler und Kunstpädagoge, Sohn von Georg Andreas Egersdörfer und Johanna geb. Kütt, Bruder der Maler Heinrich Egersdörfer (1853–1915) und Konrad Egersdörfer (1868–1943), verheiratet ab  30. November 1905 mit Emilie Gertrude Elisabeth Helene Simrock.
Egersdörfer besuchte von 1880 bis 1882 die Kunstgewerbeschule München. Danach studierte er ab dem 21. April 1884 an der Königlichen Akademie der Künste in München bei Karl Raupp und Gabriel von Hackl sowie als Privatschüler von Joseph Wenglein.
1902 wurde er zum Leiter der Landschaftsklasse am Frankfurter Städelschem Kunstinstitut berufen. Zu seinen Schülern gehörte Ferdinand Lammeyer, der zukünftige Rektor des Instituts. Seit 1918 war er als freischaffender Künstler tätig. Er stellte seine Werke u. a. ab 1901 auf der Großen Berliner Kunstausstellung aus.
Andreas Egersdörfer wurde 1904 mit der Silbernen Medaille auf der Weltausstellung in St. Louis und 1941 mit der Goetheplakette der Stadt Frankfurt ausgezeichnet.